# Безсмертний Дмитро Сергійович
Дмитро Сергійович Безсмертний (біл. Дзмітрый Сяргеевіч Бяссмертны; нар. 3 січня 1997, Мінськ, Білорусь) — білоруський футболіст, півзахисник клубу «Кубань», в минулому гравець збірної Білорусі.

## Клубна кар'єра
Вихованець футбольного клубу «Мінськ», з 2014 року почав виступати за дубль та швидко закріпився в його складі. 17 червня 2015 року дебютував у Вищій лізі в першій команді «Мінська», вийшовши на заміну на 76-й хвилини матчу проти «Торпедо-БелАЗ» (0:2). Наприкінці 2015 року грав у Юнацькій лізі, відзначився голом у воротах Віїторула (Констанца)
У сезоні 2016 року почав частіше з'являтися в головній команді мінчан, нерідко й у стартовому складі, де зазвичай виступав на позиції правого півзахисника. 10 квітня 2016 року відзначився дебютним голом у дорослому футболі, у воротах «Динамо-Берестя». У сезоні 2017 року вже міцно закріпився як основний правий півзахисник команди, іноді використовувався на позиції правого захисника.
У січні 2019 року перейшов до БАТЕ. Спочатку був гравцем ротації, залучався до поєдинків у дублюючому складі, а з жовтня 2019 року через травму Олексія Ріоса закріпився у стартовому складі на позиції правого захисника.

## Кар'єра в збірній
Восени 2015 року в складі юнацької збірної Білорусі брав участь в кваліфікаційному раунді чемпіонату Європи.
17 січня 2016 року дебютував за молодіжну збірну Білорусі, вийшовши на заміну на 76-й хвилині матчу проти Киргизстану на Кубку Співдружності в Санкт-Петербурзі.
У липні 2017 року виступав за другу збірну Білорусі на Кубку короля Таїланду. 16 листопада 2019 року дебютував у збірній Білорусі у кваліфікаційному матчі чемпіонату Європи 2020 проти Німеччини (0:4), вийшовши на заміну наприкінці матчу.

## Досягнення

### Клубні
БАТЕ
- Білоруська футбольна вища ліга
  -  Срібний призер (1): 2019
- Кубок Білорусі
  -  Володар (2): 2020, 2021
- Суперкубок Білорусі
  -  Володар (1): 2022

Актобе
- Кубок Казахстану
  -  Володар (1): 2024